# Moneses
Genre
Classification phylogénétique
Moneses est un genre de plantes à fleurs de la famille des Ericaceae. Ce sont des plantes herbacées dicotylédones. Actuellement, il ne comprend qu'une seule espèce : Moneses uniflora - la pyrole (ou pirole) à une fleur.